# Pete Blair

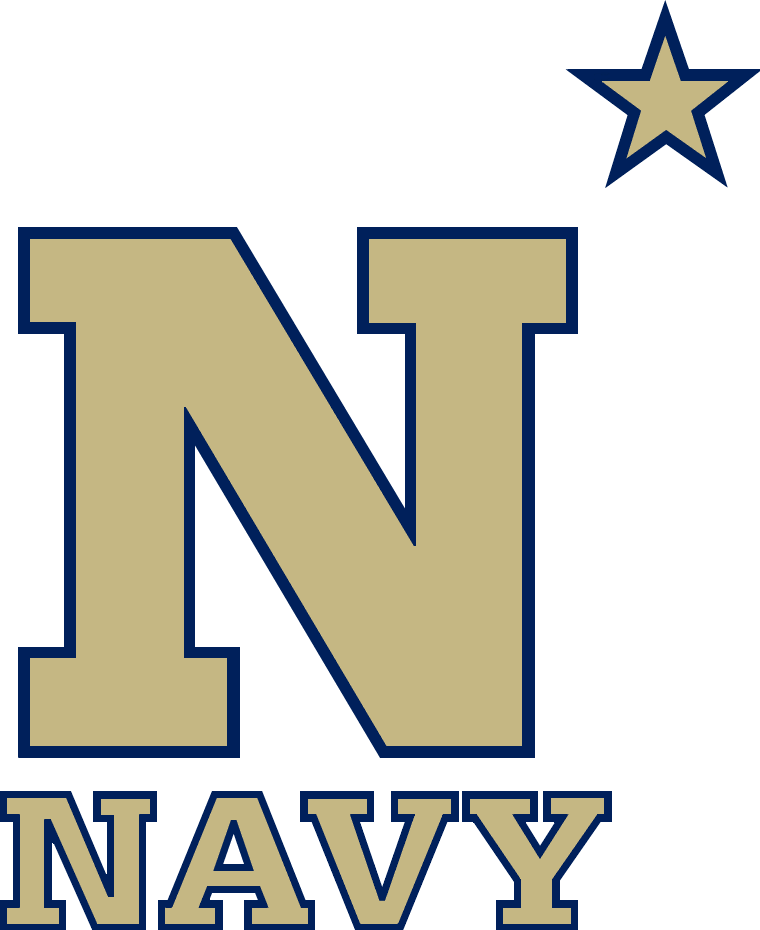
Zawodnik Navy Midshipmen

Peter Steele „Pete” Blair (ur. 14 lutego 1932 w Cleveland, zm. 29 czerwca 1994 w Stephenson) – amerykański zapaśnik walczący w stylu wolnym. Brązowy medalista olimpijski z Melbourne 1956, w kategorii do 87 kg.
Uczęszczał do Granby High School w Norfolk. Zawodnik Naval Academy Preparatory School i US Navy. Dwa razy All-American w NCAA Division I. Pierwszy w 1954 i 1955. Żołnierz US Army i wojskowy wykładowca uniwersytecki.

## Letnie Igrzyska Olimpijskie 1956
| Konkurencja      | Rundy eliminacyjne   | Rundy eliminacyjne  | Rundy eliminacyjne | Rundy eliminacyjne | Rundy eliminacyjne | Rundy eliminacyjne    | Rundy eliminacyjne         | Klas. końcowa |
| Konkurencja      | Przeciwnik I         | Przeciwnik II       | Przeciwnik III     | Przeciwnik IV      | Przeciwnik V       | Przeciwnik VI         | Przeciwnik VII             | Miejsce       |
| ---------------- | -------------------- | ------------------- | ------------------ | ------------------ | ------------------ | --------------------- | -------------------------- | ------------- |
| 87 kg styl wolny | Veikko Lahti (FIN) Z | Viking Palm (SWE) P | Jan Theron (ZPA) Z | Adil Atan (TUR) Z  | wolny los Z        | Borys Kulajew (URS) P | Gholam Reza Tachti (IRI) P | 3.            |